# Lygephila orobi
Lygephila orobi là một loài bướm đêm trong họ Erebidae.